# 陈晓佳 (羽毛球运动员)
陈晓佳（1991年10月20日—），湖南湘潭人，中国女子羽毛球运动员。

## 簡歷
2008年底，陈晓佳通過選拔進入中國國家羽毛球隊二队。她從2009年开始出戰多項國際性的青年賽事，先後贏得了亚青赛冠军及世界青年羽毛球錦標賽季軍等名譽；年末，她還代表中國參加了香港舉行的東亞運動會羽毛球比賽，僅在準決賽敗給中国香港的名將周蜜，奪得銅牌。
2011年10月，陈晓佳出戰印尼羽毛球黃金大獎賽，在女单决赛中以2比1（19-21、21-15、21-17）反勝法国的老將皮红艳，奪得個人生涯首個職業賽冠軍。
2012年11月，陈晓佳出戰香港羽毛球超級賽，在女单16强赛第3局期間，不慎扭伤左足踝，被迫放棄比赛，並要坐轮椅离场及送往医院检查伤势，经检查后证实左脚跟腱断裂，須在伊利沙伯医院接受手术。
2013年11月，陈晓佳復出參加中國羽毛球首要超級賽，但在首圈就以1比2（21-16、14-21、8-21）不敵泰國的拉差诺·因达农出局。
2014年4月，陈晓佳出戰南韓金泉市舉行的亞洲羽毛球錦標賽，在首圈就以0比2（21-23、18-21）不敵日本的高橋沙也加出局，之後便未再參加國際賽事。

## 主要比賽成績
只列出曾進入準決賽的國際賽事成績：
| 年份   | 賽事                 | 公開賽級別 | 項目     | 成績   |
| ------ | -------------------- | ---------- | -------- | ------ |
| 2008年 | 亚洲青年羽毛球錦標賽 | 其他       | 混合團體 | 冠軍   |
| 2009年 | 亞洲青年羽毛球錦標賽 | 其他       | 女子單打 | 冠軍   |
| 2009年 | 世界青年羽毛球錦標賽 | 其他       | 混合團體 | 冠軍   |
| 2009年 | 世界青年羽毛球錦標賽 | 其他       | 女子單打 | 準決賽 |
| 2009年 | 東亞運動會羽毛球比賽 | 其他       | 混合團體 | 金牌   |
| 2009年 | 東亞運動會羽毛球比賽 | 其他       | 女子單打 | 銅牌   |
| 2011年 | 俄羅斯羽毛球大獎賽   | 大獎賽     | 女子單打 | 亞軍   |
| 2011年 | 印尼羽毛球黃金大獎賽 | 黃金大獎賽 | 女子單打 | 冠軍   |
| 2012年 | 亞洲羽毛球錦標賽     | 其他       | 女子單打 | 準決賽 |
| 2012年 | 印度羽毛球超級賽     | 超級賽     | 女子單打 | 準決賽 |

| 2007-2017年 | 首要超級賽 | 超級賽 | 黃金大獎賽 | 大獎賽 | 國際挑戰賽 | 國際系列賽 | 未來系列賽 | 其他 |

| 2018-2026年 | 總決賽 | 超級1000賽 | 超級750賽 | 超級500賽 | 超級300賽 | 超級100賽 | 國際挑戰賽 | 國際系列賽 | 未來系列賽 | 其他 |